# Freyeria
Freyeria is een geslacht van vlinders uit de familie Lycaenidae en de onderfamilie Polyommatinae. De wetenschappelijke naam is gepubliceerd door Ludwig Georg Courvoisier in 1920.

## Soorten
- Freyeria minuscula (Aurivillius, 1909)
- Freyeria putli (Kollar, [1844])
- Freyeria trochylus (Freyer, 1845) – Heliotroopblauwtje
- Freyeria yunnanensis (Watkins, 1927)